# ملوری فرانکلین
ملوری فرانکلین (انگلیسی: Mallory Franklin؛ زادهٔ ۱۹ ژوئن ۱۹۹۴) قایقران کانو اهل بریتانیا است.
وی در مسابقات کشوری و بین‌المللی در مجموع برندهٔ ۱۹ مدال طلا، ۱۵ مدال نقره، ۷ مدال برنز شده‌است.